# 가이 매디슨

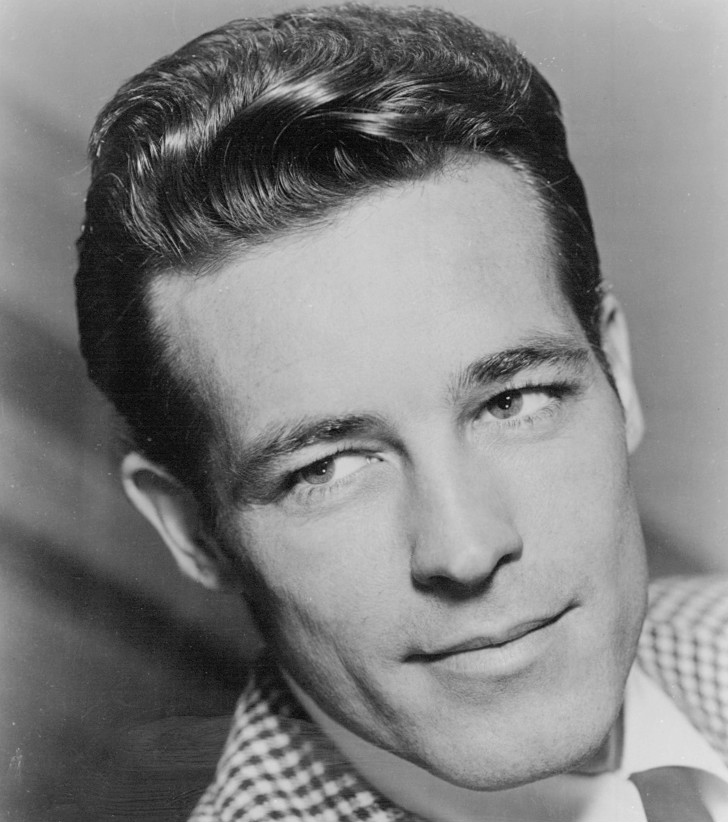

가이 매디슨(Guy Madison, 1922년 1월 19일 ~ 1996년 2월 6일)은 미국의 배우, 영화배우, 텔레비전 배우, 영화 프로듀서, 성우이다.
베이커즈필드에서 태어났으며 팜스프링스에서 사망하였다. 사인은 폐기종이다.

## 영화
- 헬 코만도 (1969년)
- 최후의 포화 (1969년)
- 지옥의 노르망디 (1967년)
- 로마의 노예 (1961년)
- 비스트 오브 할로우 마운틴 (1956년)
- 클라이막스! (1954년)
- 드럼스 인 더 딥 사우스 (1951년)
- 허니문 (1947년)
- 틸 디 엔드 오브 타임 (1946년)
- 님은 가시고 (1944년)